# 湯の町しぐれ
「湯の町しぐれ」（ゆのまちしぐれ）は、1976年にリリースされた小畑実のシングル。

## 解説
- この曲が出た当時、小畑は「もう一度ヒットを出したい」という思いから車で地方に出向き、みかん箱の上に乗ってマイク無しで新曲を歌ってレコードを手売りする「歌の行商」と呼ばれる宣伝活動を始めていた。当初はゆるぎない地位を築いている往年の大歌手が、それらを半ば投げ捨て、出たての新人のようなキャンペーンをするということから批判の声もあったが、奮闘の甲斐あってヒットする。
- B面「流し唄」には名古屋、池袋、博多を舞台にしており、今池・広小路、光小路、中洲が出てくる。

## 収録曲
1. 湯の町しぐれ
  - 作詞:保富康午／作曲:渡久地政信／編曲:寺岡真三
2. 流し唄
  - 作詞:吉川静夫／作曲:渡久地政信／編曲:寺岡真三